# Bagerove
Bagerove o Bagerovo (en ucraniano: Багерове, en ruso: Багерово) es una pequeña villa urbana situada dentro del raión de Lenine en la República Autónoma de Crimea de Ucrania o República de Crimea de Rusia. De oeste a este, el ferrocarril Dzhankoy - Kerch cruza el pueblo .

## Infraestructuras
Actualmente Bagerove tiene 2 escuelas secundarias, un hospital local, un centro de salud, un centro de recreación y una fábrica de coñacs. Además hay un lago llamado Chokrak. También hay una importante base aérea.